# Hypocrea spinulosa
Hypocrea spinulosa är en svampart som beskrevs av Fuckel 1870. Hypocrea spinulosa ingår i släktet svampdynor och familjen Hypocreaceae.  Arten är reproducerande i Sverige. Inga underarter finns listade i Catalogue of Life.